# Geulanggang Teungoh
Geulanggang Teungoh is een bestuurslaag in het regentschap Bireuen van de provincie Atjeh, Indonesië. Geulanggang Teungoh telt 3636 inwoners (volkstelling 2010).